# Уметалиев, Эмиль Сатарович
Уметалиев Эмиль Сатарович (род. 27 мая 1958, Бишкек, Киргизская ССР) — бывший и. о. министра экономического регулирования Временного правительства Киргизской республики

## Биография
В школе и университете — активный член ВЛКСМ, уже будучи студентом вступает в КПСС.
На пятом курсе стал заместителем секретаря комсомольской организации в университете, проработав там год после окончания учёбы.
С 1980 по 1990 годы — активная работа в органах ЦК ЛКСМ Киргизии и КП Киргизии.
С 1983 по 1985 годы — служба в Вооруженных силах СССР (Среднеазиатский военный округ, войсковая часть 36803, г. Семипалатинск.).
С 1985 по 1986 годы — программист вычислительного центра Министерства Промышленности Киргизской ССР.
Открыл одно из первых частных предприятий в Кыргызстане. В 1990 году создал и возглавляет туристическую компанию «Kyrgyz Concept».
С 1995 по 1996 годы — работа в МИД страны в должности начальника Государственного протокола МИД Кыргызстана.
С 1997 по 2001 годы — выборный председатель Кыргызской Ассоциации Туроператоров.
С 2005 года — член Наблюдательного совета Международного Третейского суда.
С 2002 года — председатель Бишкекского Делового клуба.
С 27 апреля 2010 года по 2011 год — и. о. министра экономического регулирования Кыргызстана.

## Награды
- Грамота Верховного Совета Киргизской ССР (1980 год)
- Почётная грамота Кыргызской Республики (24 января 2002 года) — за заслуги в развитии туризма в республике[1]
- Орден «Данакер» (29 августа 2011 года) — за большой вклад в укрепление сотрудничества между народами, в развитии науки, образования и культуры, в честь 20-летия независимости Кыргызской Республики[2]